# پاتریک هرمان (بازیکن فوتبال، زاده ۱۹۸۸)
پاتریک هرمان (انگلیسی: Patrick Herrmann؛ زادهٔ ۱۶ مارس ۱۹۸۸) بازیکن فوتبال اهل آلمان است.
از باشگاه‌هایی که در آن بازی کرده‌است می‌توان به باشگاه فوتبال هولشتاین کیل، باشگاه فوتبال اسنابروک، باشگاه فوتبال وولفسبورگ، و باشگاه فوتبال هانوفر ۹۶ اشاره کرد.